# Kanton Cuyabeno
Der Kanton Cuyabeno befindet sich in der Provinz Sucumbíos im Nordosten von Ecuador. Er besitzt eine Fläche von 3906 km². Im Jahr 2022 lag die Einwohnerzahl bei rund 8900. Verwaltungssitz des Kantons ist die Ortschaft Tarapoa mit 1280 Einwohnern (Stand 2010).

## Lage
Der Kanton Cuyabeno befindet sich im Südosten der Provinz Sucumbíos. Das Gebiet liegt im Amazonastiefland. Der Río Aguarico durchquert das Gebiet in östlicher Richtung und bildet dabei abschnittsweise die Kantonsgrenze im Westen und im Süden. Die nördliche Kantonsgrenze verläuft streckenweise entlang den Flüssen Río Cuyabeno und Río Güepí. Die Fernstraße E10 (Nueva Loja–Puerto El Carmen de Putumayo) durchquert den Nordwesten des Kantons.
Der Kanton Cuyabeno grenzt im Osten an Peru, im Süden an den Kanton Aguarico der Provinz Orellana, im Südwesten und im Westen an den Kanton Shushufindi, im Nordwesten an den Kanton Lago Agrio sowie im Norden an den Kanton Putumayo.

## Verwaltungsgliederung
Der Kanton Cuyabeno ist in die Parroquia urbana („städtisches Kirchspiel“)
- Tarapoa

und in die Parroquias rurales („ländliches Kirchspiel“)
- Aguas Negras
- Cuyabeno

gegliedert.

## Geschichte
Die Gründung des Kantons Cuyabeno wurde am 8. August 1998 im Registro Oficial N° 379 bekannt gemacht und damit wirksam.
Entwicklung der Einwohnerzahl im Kanton Cuyabeno bei landesweiten Volkszählungen zum jeweiligen Gebietsstand:
| Jahr                    | Einwohner | +/-    |
| ----------------------- | --------- | ------ |
| 2001                    | 6.643     | –      |
| 2010                    | 7.133     | 7,4 %  |
| 2022                    | 8.852     | 24,1 % |
| Datenherkunft: Wikidata |           |        |

## Ökologie
Im Osten des Kantons befindet sich die Reserva de Producción de Fauna Cuyabeno.